# Gabriel Hanotaux
Pour les articles homonymes, voir Hanotaux.
Albert Auguste Gabriel Hanotaux, né le 19 novembre 1853 à Beaurevoir (Aisne) et mort le 11 avril 1944 à Paris (Seine), est un diplomate, historien et homme politique français.
Il joue un rôle important dans l'expansion de l'empire colonial français, notamment en Afrique, à la fin du XIXe siècle.

## Biographie

### Jeunesse et études
Gabriel Hanotaux est le fils d'Édouard Hanotaux, notaire, et de son épouse née Virginie Martin. Il est aussi le frère de Karl Hanotaux (1852-1927) et le parent par sa mère de l'historien et sénateur Henri Martin, qui est picard comme lui et auquel il a consacré un livre.  
Il fait ses études au lycée impérial de Saint-Quentin. Son père meurt et il poursuit ses études à Paris. Encouragé par le directeur de l'École des chartes, Jules Quicherat, qui lui reproche une absence de méthode : « Je comprends, me dit-il. Vous n’êtes plus dans l’âge des écoles. Mais il n’en reste pas moins, je vous le répète, que vous manquez de méthode », Gabriel Hanotaux suit l'enseignement de cette école, mais, peu désireux de devenir archiviste, devient, à la demande de Gabriel Monod, maître de conférences à l'École pratique des hautes études en 1880.  

### Parcours professionnel
En 1879, il intègre les cadres du ministère des Affaires étrangères comme secrétaire-adjoint et gravit un à un les échelons de la carrière diplomatique. Il sert notamment comme secrétaire d'ambassade à Constantinople. Il s'intéresse très tôt aux questions coloniales au contact de Jules Ferry. Il collabore au journal La République française. Il est fait chevalier de la Légion d'honneur le 30 décembre 1882. 
Élu député de l'Aisne en 1886, il est battu en 1889. Il milite dans le camp républicain aux côtés de Gambetta et de Jules Ferry, dont il sera le chef de cabinet lorsque celui-ci est nommé président du Conseil en 1883. En 1892, il est chargé de négocier avec sir Charles Tupper, haut commissaire du Canada à Londres, un traité de commerce entre la France et le Canada qui sera signé l'année suivante.
Le 31 mai 1894, il devient ministre des Affaires étrangères dans le deuxième gouvernement Charles Dupuy et le reste jusqu'à la fin du troisièmement gouvernement de Charles Ribot en novembre 1895. Méfiant à l'égard du Royaume-Uni, il s'attache à créer un bloc continental européen capable de rivaliser avec les Britanniques en établissant une alliance solide entre la France, l'Allemagne et la Russie. Il combat sans relâche la volonté de revanche contre le Reich. Cependant, l'affaire Dreyfus compromet ses plans. En effet, au cours de cette dernière, le capitaine français Alfred Dreyfus est accusé d'espionnage au profit de Berlin. Hanotaux prend position en jugeant les preuves à charge insuffisantes. Le 11 octobre 1894, il se prononce contre l’ouverture de poursuites à l’encontre du capitaine. Cependant, il n'obtient pas gain de cause et cherche surtout à maintenir son ministère loin des remous de l'affaire. Par ailleurs, il plaide pour une politique de développement en Afrique, se faisant notamment l'avocat du chemin de fer transafricain. En novembre 1985, il laisse son portefeuille à Marcellin Berthelot.
Il est à nouveau ministre des affaires étrangères de 1896 à 1898 dans le gouvernement Jules Méline. Il s'attache à resserrer les liens entre la France et la Russie, et accompagne le président Félix Faure en visite officielle à Saint-Pétersbourg. L’incident de Fachoda en juillet 1898 est directement lié à sa politique africaine et à sa défiance à l'égard du Royaume-Uni. C'est à cette époque qu'il fréquente le salon de Madame Arman de Caillavet, l'égérie d'Anatole France.
À partir des années 1900, Hanotaux devient l'un des acteurs du rapprochement franco-américain. En 1909, il est le président-fondateur du Comité France-Amérique (CFA) aux côtés d'un auditeur au Conseil d'État, Gabriel-Louis Jaray. Cette association se donne pour but de rapprocher les élites françaises et américaines. Il sera l'instigateur de plusieurs missions, à l'instar de la mission Champlain (1912), à laquelle il participe personnellement, la mission Fayolle (1921) et la mission Jacques Cartier. Lors de cette mission Champlain, aux côtés du sénateur de la Sarthe Paul d'Estournelles de Constant, il traverse les États-Unis et le Canada. À New York, il rencontre les réseaux pacifistes du Parti républicain, dont le président de l'université Columbia Nicholas Butler. À Washington, reçu avec les autres délégués français à la Maison-Blanche, il rencontre également le président des États-Unis William H. Taft. Il finit par un passage au Québec. En Amérique du Nord, Hanotaux encourage la création de « comités correspondants » au CFA. Deux d'entre eux sont fondés dès 1912 : l'un à Québec, présidé par Raoul Dandurand, l'autre à New York, présidé par Alonzo B. Hepburn. Par l'intermédiaire de ces réseaux nord-américains, il finit par se rapprocher des pacifistes et préface l'édition française de l'ouvrage de Butler L'Esprit international : considérations sur le règlement juridique des différends internationaux.
En 1914, il participe à la création du Comité de secours national de France, qui utilise les locaux du CFA et dont il devient vice-président. France-Amérique lui-même devient un relai humanitaire en collectant l'équivalent de 5,2 millions de francs de dons, surtout canadiens. Hanotaux profite de la guerre pour mener une diplomatie personnelle auprès des Américains. Auprès du colonel House, l'éminence grise du président des États-Unis Woodrow Wilson, et de Wilson lui-même, il cherche à obtenir un démantèlement de l'Allemagne et des garanties américaines sur la sécurité européenne. Cependant, sur ce point, il n'obtient que peu de succès.
Il épouse Jéronime Victorine Négadelle en 1905, mais elle meurt un an plus tard. Il épouse en 1913 Marie de la Crompe de la Boissière veuve de Gustave Lambert.
Il a aussi fréquenté, dans les milieux littéraire et artistique, Barbey d'Aurevilly, Paul Bourget, Léon Bloy et Sarah Bernhardt.

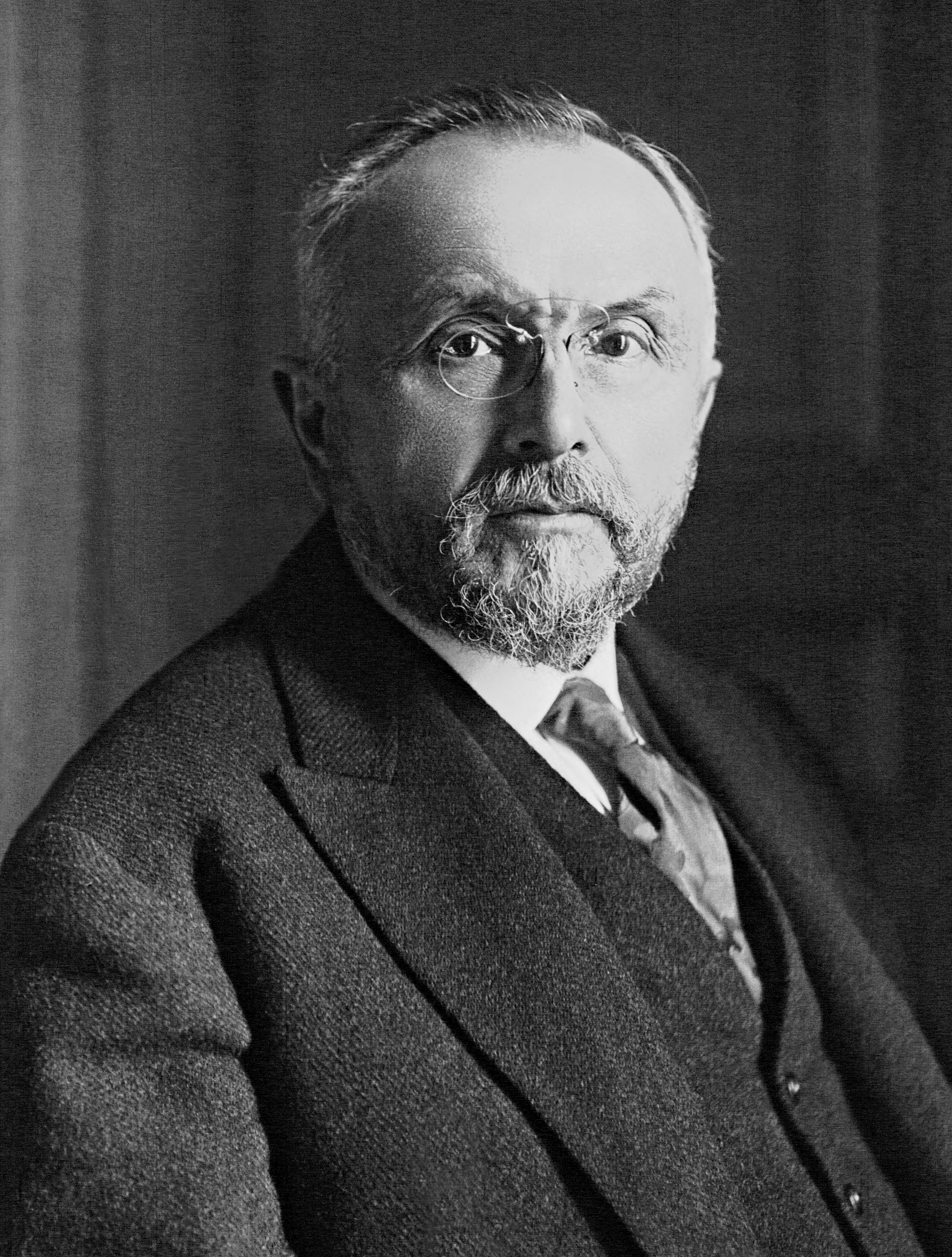
Gabriel Hanotaux en 1921.

Délégué de la France à la Société des Nations (SDN), il participe aux première (15 novembre-18 décembre 1920), deuxième (5 septembre-5 octobre 1921), troisième (4 septembre-30 septembre 1922) et quatrième (3 septembre-29 septembre 1923) assemblées générales. Il s'y oppose notamment à l'admission de l'espéranto comme langue de travail. En outre, il y déplore l'absence des États-Unis qui, selon lui, rend l'organisation inopérante.
Il est élu à l'Académie française au fauteuil 29 le 1er avril 1897 et à l'Académie de Rouen le 8 mars 1901.
Il est élevé à la dignité de grand officier de la Légion d'honneur, le 24 juillet 1934 puis de grand-croix le 3 janvier 1939.

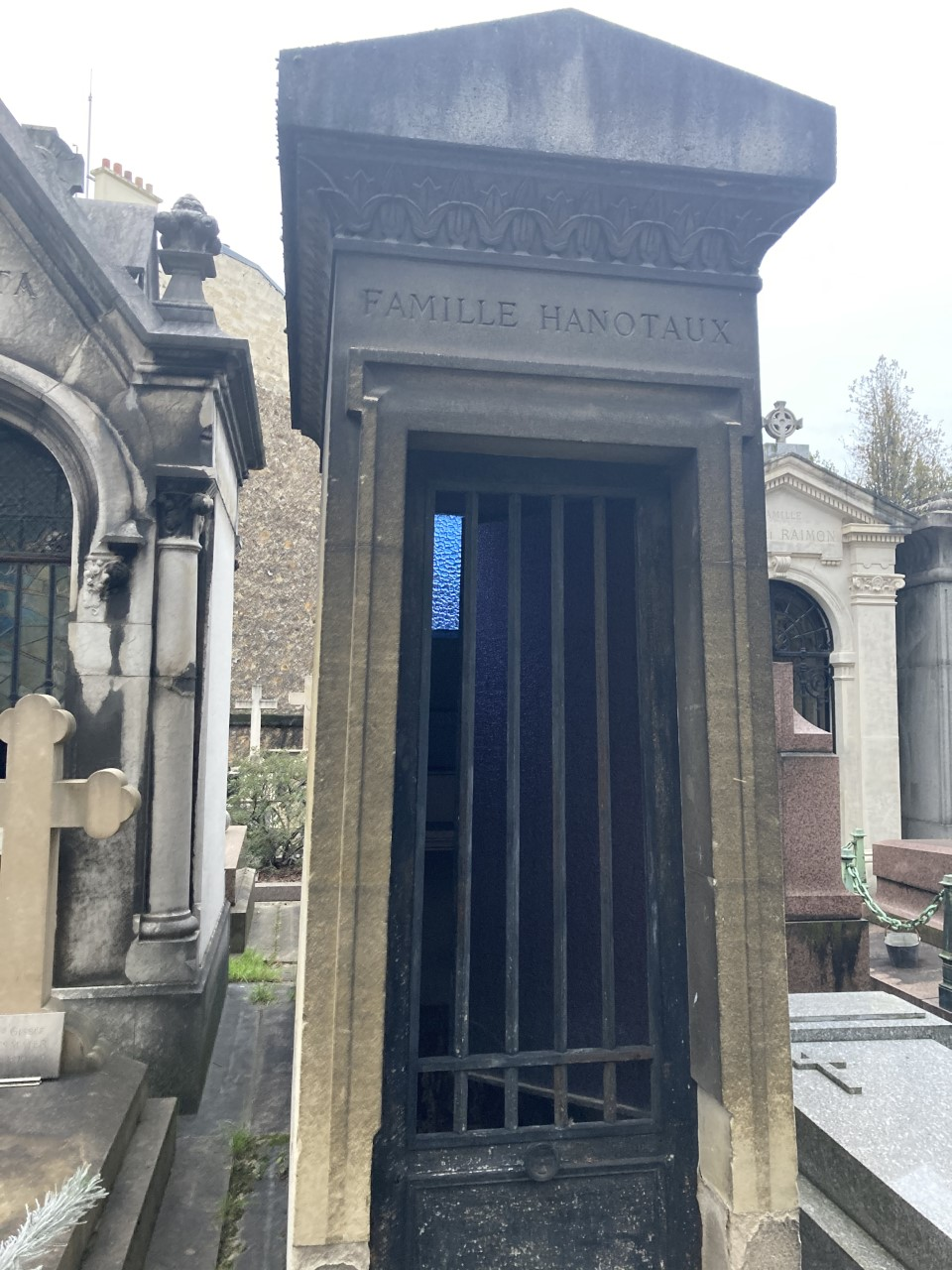
Sépulture au cimetière de Passy.

Il est enterré au cimetière de Passy (15e division). Son épouse en secondes noces (Marie Charlotte Nathalie de La Crompe de La Boissière) est décédée en 1952. Le couple n'a pas eu d'enfants. Leur nièce France Boyer de Fonscolombe (née France de La Crompe de La Boissière) à vécu une grande partie de sa jeunesse avec eux. 

### Parcours professoral
Gabriel Hanotaux enseigne quelque temps à l'École libre des sciences politiques. Pierre Rain rapporte qu'il dispensa un cours sur les « négociations les plus délicates de la fin du XIXe siècle ».
Gabriel Hanotaux a publié divers ouvrages historiques dont le plus connu et le plus important est l'Histoire du cardinal de Richelieu (2 vol., 1888). Il est aussi l'auteur d'un essai de référence sur les Origines de l'institution des intendants des provinces (1884) et d'une Histoire de la France contemporaine (1871-1900) (1903-1908) qui est un classique. Il a également édité les Instructions des ambassadeurs de France à Rome, depuis les traités de Westphalie (1888).

## Œuvres
- Les Villes retrouvées (1881).
- Origines de l'institution des intendants des provinces, d'après les documents inédits (1884).
- Henri Martin, sa vie, ses œuvres, son temps, 1810-1883, frontispice de Jules-Louis Massard,  Librairie Léopold Cerf, Paris, 1885, vii-340 p. (BNF 30574646). Consultable en ligne et téléchargeable sur Internet Archive.
- Études historiques sur le XVIe et le XVIIe siècle en France (1886).
- Recueil des instructions données aux ambassadeurs et ministres de France : depuis les traités de Westphalie jusqu'à la Révolution française (1888-1913).
- Essai sur les libertés de l'Église gallicane depuis les origines jusqu'au règne de Louis XIV (1888).
- Note sur la famille maternelle de Jean de La Fontaine (les Pidoux du Poitou et de l'Île-de-France) (1889).
- Paris en 1614 (1890).
- Histoire du cardinal de Richelieu, Paris, Félix Alcan, coll. « Bibliothèque de philosophie contemporaine » (1893-1903).
- Les Hommes de 1889 (1893).
- L'Affaire de Madagascar (1896).
- Tableau de la France en 1614, la France et la royauté avant Richelieu (1898).
- La Seine et les quais, promenades d'un bibliophile (1901).
- Du Choix d'une carrière (1902).
- L'Énergie française (1902).
- Histoire de la France contemporaine, 1871-1900 (1903-1908) Vol. I : Le gouvernement de M. Thiers, Vol. II : La Présidence du Maréchal de Mac Mahon - L'échec de la Monarchie, Vol. III : La Présidence du Maréchal de Mac Mahon - La constitution de 1875 et Vol. IV : La République Parlementaire disponibles sur Internet Archive.
- La Paix latine (1903).
- La jeunesse de Balzac. Balzac imprimeur 1825-1828, avec Georges Vicaire Paris, A. Ferroud, 1903, 1re édition. Librairie des Amateurs, A. Ferroud, F. Ferroud, 1921. La partie « Balzac imprimeur » recense et décrit tous les livres imprimés par Balzac dans son imprimerie.
- Le Partage de l'Afrique : Fachoda (1909).
- La Démocratie et le Travail (Flammarion, Bibliothèque de philosophie scientifique, 1910).
- La Fleur des histoires françaises (1911).
- Jeanne d'Arc (1911).
- Une commémoration franco-américaine. Pour un grand français, Champlain (1912).
- Études diplomatiques. La Politique de l'équilibre, 1907-1911 (1912).
- Histoire de la nation française (1913).
- La France vivante. En Amérique du Nord (1913).
- Études diplomatiques. 2e série. La guerre des Balkans et l'Europe, 1912-1913 (1914).
- Les Villes martyres. Les falaises de l'Aisne (1915).
- Pendant la grande guerre, I (août-décembre 1914) : études diplomatiques et historiques (1916).
- L'Énigme de Charleroi (1917), l'Édition française illustrée, Paris.
- L'Aisne pendant la Grande guerre (1919).
- Circuits des champs de bataille de France, histoire et itinéraires de la Grande guerre (1919).
- De l'histoire et des historiens (1919).
- Le Traité de Versailles du 28 juin 1919. L'Allemagne et l'Europe (1919).
- Joffre (avec le lieutenant-colonel Fabry) (1921).
- La Bataille de la Marne (1922).
- Georges Vicaire. 1853-1921 (1922).
- Histoire illustrée de la guerre de 1914, avec des illustrations d'Auguste Lepère – texte intégral (1924).
- Bibliophiles (1924).
- Le Général Mangin (1925).
- La Renaissance provençale. La Provence niçoise (1928).
- Préface des Mémoires d'Auguste Gérard, Plon, Paris (1928).
- Histoire des colonies françaises et de l'expansion de la France dans le monde (1929-1934), avec Alfred Martineau (Tome II, L'Algérie, disponible en ligne).
- Le Maréchal Foch ou l'homme de guerre (1929).
- Regards sur l'Égypte et la Palestine (1929).
- En Belgique par les pays dévastés (1931).
- Histoire de la nation égyptienne (1931-1940).
- L'Art religieux ancien dans le comté de Nice et en Provence (1932).
- À propos de l'histoire (avec Paul Valéry) (1933).
- Mon temps (1935-1947).
- Pour l'Empire colonial français (1935).
- Raymond Poincaré (1935).

## Décorations
- Grand-croix de la Légion d'honneur (3 janvier 1939)[22]
- Croix de l'ordre de Charles III (royaume d'Espagne) (27 septembre 1894)[23]